# Американо-киргизские отношения
Американо-кыргызские отношения — двусторонние дипломатические отношения между США и Кыргызстаном.

## История
В 1991 году были установлены дипломатические отношения, с тех пор сложились крепкие партнёрские отношения. Соединенные Штаты поддерживают Кыргызстан в развитии демократического общества, основанного на верховенстве закона и уважении прав человека. В 2011 году состоявшиеся президентские выборы в Кыргызстане стали первым случаем мирной передачи президентской власти в постсоветской Центральной Азии. С 2009 по 2014 год в Кыргызстане был расположен Центр транзитных перевозок в международном аэропорту Манас, важный логистический узел для коалиции стран НАТО в Афганистане. 

## Культура
В 1993 году в Бишкеке была открыта «Киргизско-американская школа», которая позже была реорганизована в «Американский университет в Центральной Азии».

## Торговля
Кыргызстан экспортирует в США: сурьму, ртуть, редкоземельные металлы и химическую продукцию. Кыргызстан импортирует из США: зерно, медикаменты и медицинское оборудование, растительное масло, изделия из бумаги, рис, оборудование, сельскохозяйственную технику и мясо . Прямые инвестиции США в Кыргызстан сосредоточены в гостиничном и телекоммуникационном секторах. Кыргызстан подписал с Соединёнными Штатами двусторонний инвестиционный договор и Договор об избежании двойного налогообложения. Кыргызстан также подписал торговое и инвестиционное рамочное соглашение с США и другими странами Центральной Азии для создания регионального форума по обсуждению путей улучшения инвестиционного климата и расширению торговли в Центральной Азии.